# لوئیزا سونزا
لوئیزا سونزا (به پرتغالی: Luísa Sonza) (زاده ۱۸ ژوئیه ۱۹۹۸) خواننده، ترانه‌سرا برزیلی است.